# IBM DB2
IBM DB2 este o familie de sisteme de gestiune a bazelor de date dezvoltate de compania IBM. Toate sistemele sunt construite pe modelul relațional și pe limbajul de interogare SQL, dar în ultimii ani unora dintre ele li s-au adăugat funcționalități de stocare a obiectelor sau a unor structuri non-relaționare cum ar fi JSON sau XML.
Spre deosebire de alți producători de sisteme de gestiune a bazelor de date, IBM a realizat versiuni de DB2 pentru aproape toate sistemele de operare. De aceea, la momentul actual există mai multe produse în familia DB2:
- DB2 pentru Linux, Unix si Windows (cunoscut și sub denumirea de DB2 LUW)
- DB2 pentru z/OS (mainframe)
- DB2 pentru i (denumit anterior DB2 pentru i5/OS)
- DB2 pentru VM si VSE
- DB2 pentru Cloud
- DB2 Connect

## Scurtă istorie
Originile DB2 le regăsim la începutul anilor 70, atunci când Edgar F. Codd, un cercetător ce lucra la IBM, a descris în cartea sa  teoria bazelor de date relaționale.
In 1974 centrul de cercetare IBM de la San Jose a dezvoltat un sistem de gestiune de bazelor de date relaționale, System R, care folosea conceptele propuse de Codd și implementa limbajul de interogare SQL, care apoi a devenit limbajul standard de interogare a bazelor de date relaționale. IBM a continuat apoi dezvoltarea serverelor de baze de date pe mai multe platforme mainframe, precum Virtual Machine (VM), Virtual Storage Extended (VSE), și Multiple Virtual Storage (MVS).
Numele de DB2, sau IBM Database 2, a fost pentru prima dată dat în 1983 când IBM a lansat DB2 pentru MVS. Numele a fost ales pentru a indica schimbarea de paradigmă, de la bazele de date ierarhice, precum IMS, foarte populare în acei ani, la bazele de date relaționale.
Vreme de cațiva ani, DB2 ca și sistem de baze de date relaționale, a fost disponibil exclusiv pe platformele mainframe ale IBM. Abia în anii 90 IBM a lansat versiuni de DB2 și pentru alte sisteme de operare, precum OS/2, Unix, Linux sau Windows. 
In 1996, IBM a anunțat versiunea 5 a DB2 Universal Database (UDB), ce era disponibilă pe o mulțime de sisteme de operare (OS/2, Unix, Linux, Windows, AIX, HP-UX, Solaris) de la diverși producători, și pe o mulțime de platforme hardware.
In 2006 IBM a anunțat "Viper", numele de cod pentru DB2 versiunea 9 atat pentru LUW (Linux-Unix-Windows) cat și pentru z/OS (sistemul de operare pentru mainframe), despre care IBM a spus că este prima bază de date relaționale care stocheaza XML în mod nativ.
Ultima versiune de DB2 este 11.1, lansată în 2016.